# Tarphonomus
Tarphonomus is een geslacht van zangvogels uit de familie ovenvogels (Furnariidae).

## Soorten
Het geslacht kent de volgende soorten:
- Tarphonomus certhioides – Chacoaardkruiper
- Tarphonomus harterti – Boliviaanse aardkruiper